# Plougonvelin
Plougonvelin (tiếng Breton: Plougonvelen) là một xã của tỉnh Finistère, thuộc vùng Bretagne, miền tây bắc Pháp.

## Dân số
Người dân ở Plougonvelin được gọi là Plougonvélinois.